# Latastia doriai
Espèce
Synonymes
- Latastia doriai var. martensi Bedriaga, 1884

Latastia doriai est une espèce de sauriens de la famille des Lacertidae.

## Répartition
Cette espèce se rencontre en Somalie, à Djibouti, en Érythrée et en Éthiopie.

## Liste des sous-espèces
Selon The Reptile Database (28 janvier 2013) :
- Latastia doriai doriai Bedriaga, 1884
- Latastia doriai martensi Bedriaga, 1884
- Latastia doriai scorteccii Arillo, Balletto & Spanò, 1967

## Étymologie
Cette espèce est nommée en l'honneur de Giacomo Doria.

## Publications originales
- Arillo, Balletto & Spanò, 1967 : Il genere Latastia Bedriaga in Somalia. Bollettino dei Musei e degli Istituti Biologici dell'Università di Genova, , vol. 35, no 229, p. 105-145.
- Bedriaga, 1884 : Die neue Lacertiden-Gattung Latastia und ihre Arten. Annali del Museo Civico di Storia Naturale Giacomo Doria, vol. 20, p. 307-324 (texte intégral)